# Transwal

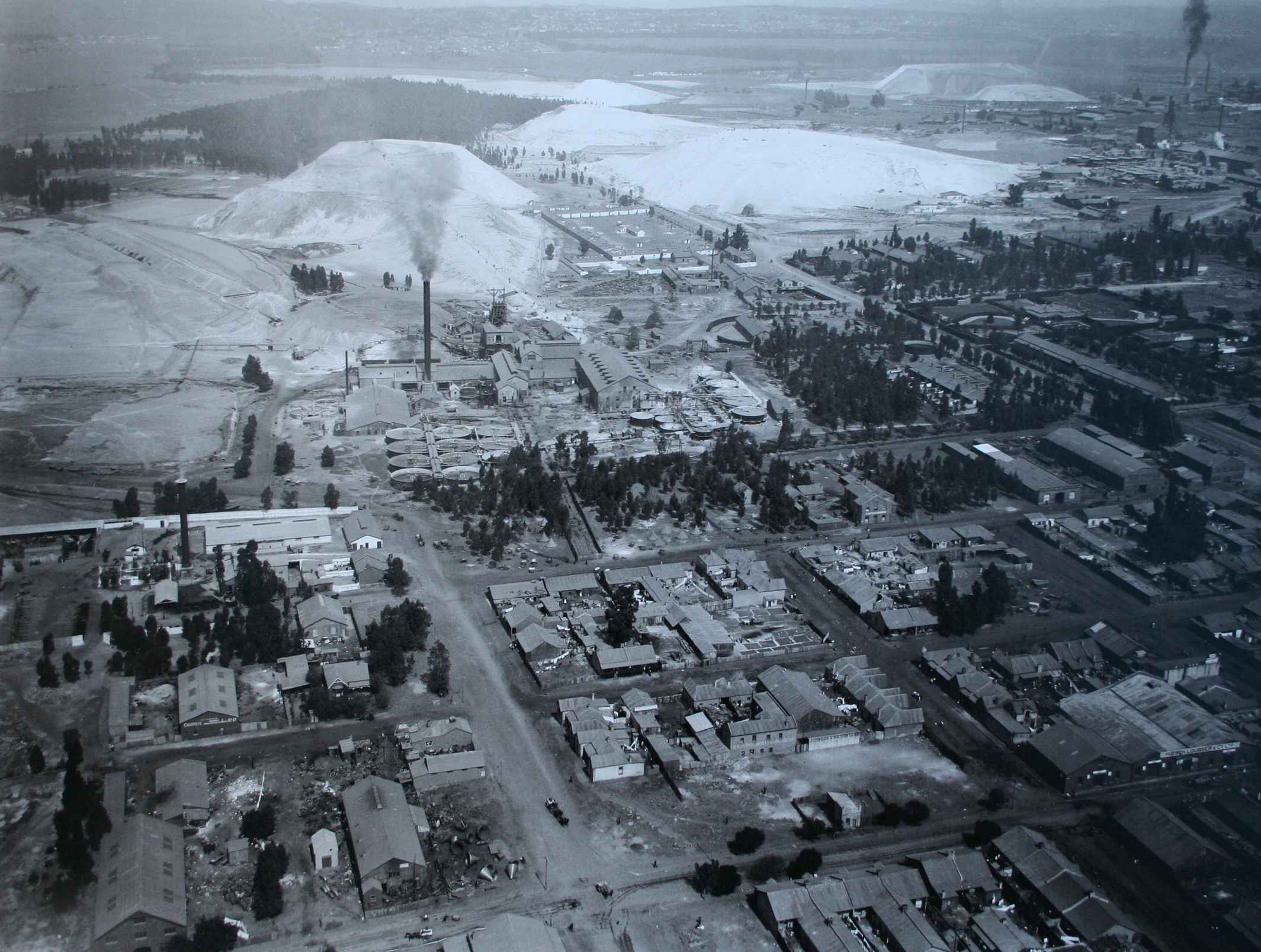
Zdjęcie kopalni złota w Transwalu

Republika Południowoafrykańska (niderl. Zuid-Afrikaansche Republiek, ZAR), potocznie Transwal (Transvaal Republiek; dosłownie „Republika za rzeką Vaal”) – państwo burskie na terenie obecnej Republiki Południowej Afryki, istniejące z przerwami w latach 1852–1902.
Stolicą republiki została założona w 1855 roku Pretoria, w której miał siedzibę rząd. Parlament nazywany Volksraadem liczył 24 członków. Pierwszym prezydentem wybranym w 1857 został Marthinus Wessel Pretorius. ZAR powstała w 1852, i była wolna od 1856 do 1877. Na krótko po pierwszej wojnie burskiej w 1881 Burowie odzyskali niepodległość względem korony brytyjskiej. Jednak już w 1900 ponownie zostali przez nią anektowani podczas drugiej wojny burskiej. Oficjalnie inkorporowanie państwa miało miejsce dopiero w pakcie kończącym wojnę z 31 maja 1902. W 1910 jako Transvaal stała się czwartą prowincją Związku Południowej Afryki, brytyjskiego dominium.

## Historia
Terytorium przyszłego Transwalu zostało skolonizowane w latach 1830-1840 przez burskich osadników, podczas Wielkiego Treku. Opuścili oni zdominowaną przez Brytyjczyków Kolonię Przylądkową. Kolonizatorzy łatwo pokonali miejscową ludność i ustanowili kilka republik nie poddanych brytyjskiej kontroli. Z końcem lat 50. XIX wieku Brytyjczycy doszli do porozumienia z burskimi republikami w następstwie czego powstał Transwal. Brytyjczycy dokonali jego aneksji w 1877 roku pod pretekstem konieczności rozwiązania sporów granicznych pomiędzy Burami a Zulusami. Transwal odzyskał niepodległość w 1881 roku po zakończeniu pierwszej wojny burskiej. Odkrycie w 1885 roku ogromnych złóż złota w Witwatersrand spowodowało masową imigrację do Transwalu obcokrajowców zwanych uitlanders. Większość z nich było Brytyjczykami. Rosnące napięcia na tle narodowościowym doprowadziły do wybuchu drugiej wojny burskiej, a w jej następstwie inkorporację Transwalu do Imperium Brytyjskiego w 1900. W dziesięć lat później w wyniku połączenia republik burskich z Kolonią Przylądkową powstał Związek Południowej Afryki.

### Prezydenci republiki
| #                                                   | Portret | Imię i nazwisko                                | Kadencja          | Kadencja          | Uwagi                                   |
| #                                                   | Portret | Imię i nazwisko                                | Początek          | Koniec            | Uwagi                                   |
| --------------------------------------------------- | ------- | ---------------------------------------------- | ----------------- | ----------------- | --------------------------------------- |
| 1                                                   |         | Marthinus Wessel Pretorius (1819–1881)         | 6 stycznia 1857   | 15 września 1860  |                                         |
| –                                                   |         | Johannes Hermanus Grobler                      | 15 września 1860  | 6 grudnia 1860    | p.o. prezydenta                         |
| 2                                                   |         | Stephanus Schoeman (1810–1890)                 | 6 grudnia 1860    | 17 kwietnia 1862  |                                         |
| 3                                                   |         | Willem Cornelis Janse van Rensburg (1818–1865) | 18 kwietnia 1862  | 10 maja 1864      | p.o. prezydenta do 23 października 1863 |
| 4                                                   |         | Marthinus Wessel Pretorius (1819–1881)         | 10 maja 1864      | 22 listopada 1871 |                                         |
| –                                                   |         | Daniel Jacobus Erasmus (1830 – 1913)           | 21 listopada 1871 | 1 lipca 1872      | p.o. prezydenta                         |
| 5                                                   |         | Thomas François Burgers (1791–1866)            | 1 lipca 1872      | 12 kwietnia 1877  |                                         |
| Inwazja brytyjska (1 lipca 1872 – 12 kwietnia 1877) |         |                                                |                   |                   |                                         |
| –                                                   |         | Triumwirat Joubert, Kruger, Pretorius          | 8 sierpnia 1881   | 9 maja 1883       |                                         |
| 6                                                   |         | Paul Kruger (1825–1904)                        | 9 maja 1883       | 31 maja 1902      | opuścił kraj 10 września 1900 roku      |
| –                                                   |         | Schalk Willem Burger (1852–1918)               | 10 września 1900  | 31 maja 1902      | p.o. prezydenta                         |